# Nasuhzade Ali Pasza
Nasuhzade Ali Pasza (tur. Nasuhzade Ali Paşa), powszechnie znany jako Kara Ali Pasza – admirał osmański we wczesnych fazach greckiej wojny o niepodległość.

## Życiorys
Pochodził z albańskiej rodziny ze Szkodry. W 1821 roku, jako zastępca dowódcy floty osmańskiej, udało mu się zaopatrzyć odizolowane fortece osmańskie na Peloponezie. Awansowany do stopnia Kapudana Paszy (głównego dowódcy marynarki wojennej), kierował stłumieniem buntu na Chios i następującą po nim masakrą na Chios w kwietniu 1822 roku. W odpowiedzi, Grecy przeprowadzili atak na turecką flotę u wybrzeży wyspy, podczas którego Konstandinos Kanaris wysadził okręt flagowy wroga, zabijając kapudana paszę Kara Alego w nocy z 6 na 7 czerwca 1822 roku.